# 글로벌 정보쇼 세계인
글로벌 정보쇼 세계인은 2015년 3월 14일부터 2016년 3월 26일까지 방송되었던 시사교양 프로그램이었다.

## 기획 의도
세계가 하나로 연결되는 글로벌 시대, 급변하는 세계의 변화와 트렌드를 전했던 시사교양 프로그램이었다.

## 방송 시간
| 방송 채널 | 방송 기간                           | 방송 시간                            |
| --------- | ----------------------------------- | ------------------------------------ |
| KBS 1TV   | 2015년 3월 14일 ~ 2015년 7월 11일   | 매주 토요일 밤 10시 30분 ~ 12시      |
| KBS 1TV   | 2015년 8월 1일 ~ 2015년 10월 10일   | 매주 토요일 밤 10시 30분 ~ 11시 45분 |
| KBS 1TV   | 2015년 10월 17일 ~ 2015년 12월 19일 | 매주 토요일 밤 9시 40분 ~ 10시 50분  |
| KBS 1TV   | 2016년 1월 2일 ~ 2016년 3월 26일    | 매주 토요일 밤 10시 30분 ~ 11시 30분 |

## 구성
- 세계인 현장
- 세계인 트렌드
- 세계인 스페셜
- 구글로 보는 세계
- 금주의 월드 서핑

## 타이틀 변천사
| 역대 | 타이틀                  | 방송 기간                         |
| ---- | ----------------------- | --------------------------------- |
| 1대  | 세계는 지금             | 2010년 5월 10일 ~ 2011년 5월 26일 |
| 2대  | 생방송 세계는 지금      | 2011년 5월 30일 ~ 2011년 11월 4일 |
| 3대  | 세계는 지금             | 2011년 11월 7일 ~ 2015년 2월 14일 |
| 4대  | 글로벌 정보쇼 세계인    | 2015년 3월 14일 ~ 2016년 3월 26일 |
| 5대  | 특파원 보고 세계는 지금 | 2016년 4월 23일 ~ 현재            |

## 같이 보기
- 특파원 현장보고
- 지구촌 뉴스
- KBS 글로벌 24